# Hotovlje
Hotovlje – wieś w Bośni i Hercegowinie, w Federacji Bośni i Hercegowiny, w kantonie hercegowińsko-neretwiańskim, w gminie Konjic. W 2013 roku liczyła 2 mieszkańców, jedyną narodowość stanowili Boszniacy.